# Pipturus arborescens
Pipturus arborescens là loài thực vật có hoa trong họ Tầm ma. Loài này được (Link) C.B. Rob. miêu tả khoa học đầu tiên năm 1911.
Loài này có ở Borneo, quần đảo Lưu Cầu, Philippines và Đài Loan.

## Công dụng
Loài cây này có đặc tính kháng khuẩn và chống tăng sinh.